# Base de Loisirs (Montélimar)

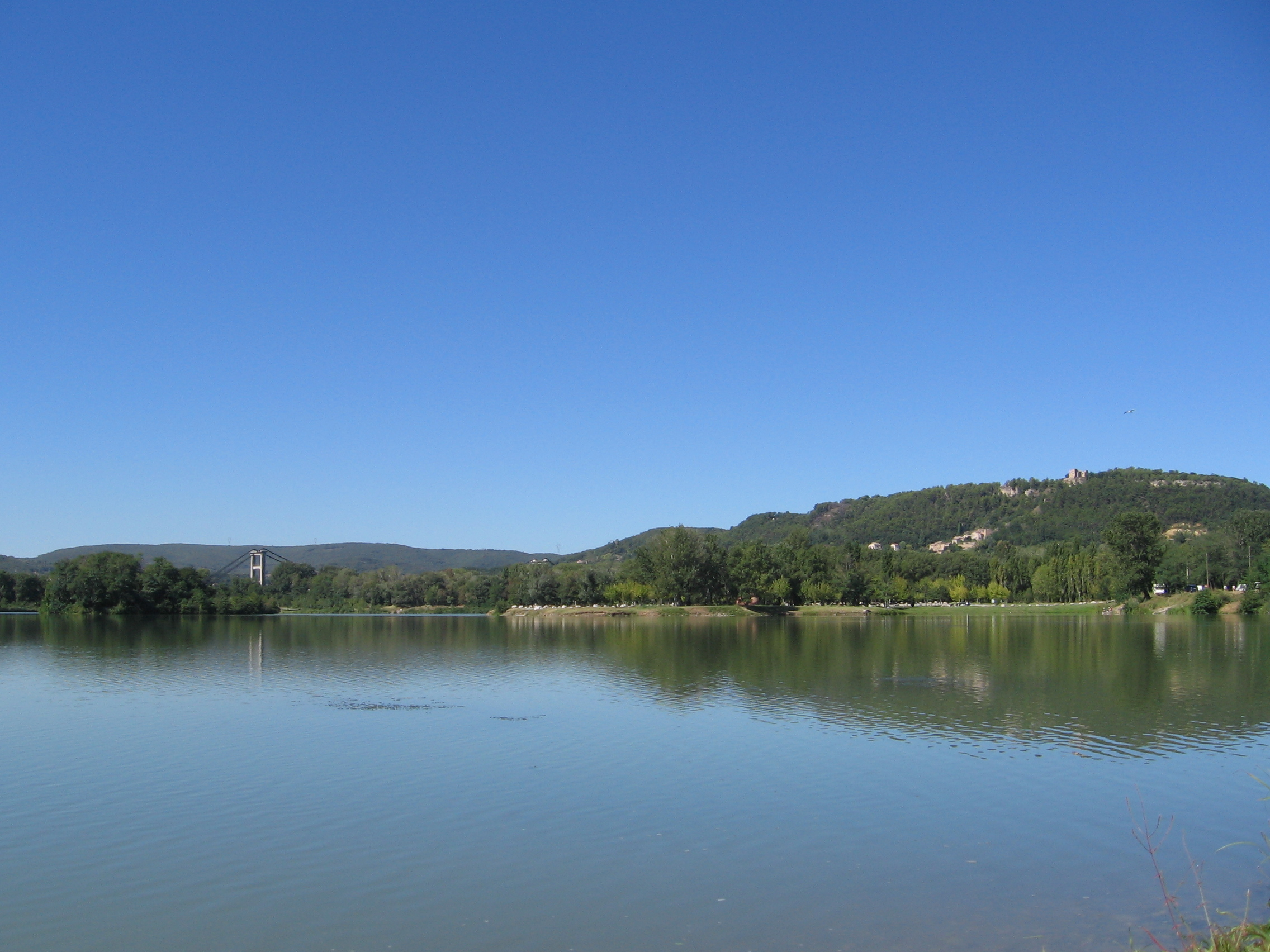
Het meer, met op de achtergrond de brug naar le Teil aan de overzijde van de Rhône.

Base de Loisirs is een recreatiegebied ten westen van Montélimar gelegen tussen de Rhône en het 2 km westelijker gelegen afwateringskanaal. Er is een meertje van 9 ha. De totale oppervlakte bedraagt 15 ha. Men kan er vissen, zwemmen onder toezicht, trimmen en in de zomer surfen. Honden zijn toegestaan. Het recreatiegebied sluit zomers om 10 uur 's avonds.